# Tipula pseudopeliostigma
Tipula pseudopeliostigma är en tvåvingeart som beskrevs av Mannheims 1965. Tipula pseudopeliostigma ingår i släktet Tipula och familjen storharkrankar. Inga underarter finns listade i Catalogue of Life.